# Neo-nazionalismo
Il neo-nazionalismo  o nuovo nazionalismo è una ideologia politica che si rifà al nazionalismo ed è sorto a metà del 2010 in Europa e Nord America e in altre regioni. È associato a diverse posizioni, come il populismo di destra, anti-globalizzazione, nativismo, protezionismo,  opposizione all'immigrazione, islamofobia, sinofobia ed euroscetticismo. Secondo uno studioso, "la resistenza nazionalista al liberalismo globale si è rivelata la forza più influente nella politica occidentale" nel 2016. Esempi di forte espressione del neo-nazionalismo degne di nota includono il voto per l'abbandono nel referendum sulla permanenza del Regno Unito nell'Unione europea nel 2016 e l'elezione lo stesso anno di Donald Trump come 45º presidente degli Stati Uniti d'America.

## Panoramica e caratteristiche
Micheal Hirish descrive nel giornale Politico, il nuovo nazionalismo come "un aspro rifiuto populista dello status quo che le élite globali hanno imposto al sistema internazionale dalla fine della Guerra fredda e che gli elettori a basso reddito hanno deciso - comprensibilmente - che risulta ad essere ingiusto". Michael Brendan Dougherty ha scritto in The Week che il nuovo nazionalismo è una "vasta rivolta nativista" contro la politica del dopoguerra a lungo "caratterizzata da un'ortodossia di libero scambio, alimentando l'economia dei servizi, accordi commerciali neoliberali e politiche di immigrazione liberalizzate".
The Economist scritto a novembre 2016 che "i nuovi nazionalisti stanno cavalcando le promesse di chiudere i confini e riportare le società a un'omogeneità del passato". Clarence Page ha descritto sul giornale Las Vegas Sun che "un nuovo nazionalismo neo-tribale si è ribollito nella politica europea e in misura minore negli Stati Uniti dal crollo economico globale del 2008". Ryan Cooper in The Week e ricercatori del Centro per la ricerca di politica economica hanno collegato il populismo di destra del XXI secolo alla Grande recessione. Secondo il teorico politico di Harvard Yascha Mounk, "la stagnazione economica tra i bianchi della classe media e inferiore è stata un fattore trainante per l'ascesa del nazionalismo in tutto il mondo". Secondo lo studioso di religione Mark L. Movesian, il nuovo nazionalismo "pone lo stato-nazione contro i regimi sovranazionali e liberali come l'Europa o la Accordo Nordamericano per il Libero Scambio, nonché i costumi e le tradizioni locali, comprese le tradizioni religiose, contro le culture esterne".
David Brog e Yoram Hazony hanno scritto su National Review che alcuni conservatori considerano il nuovo nazionalismo associato a Brexit e Donald Trump come un tradimento dell'ideologia conservatrice, mentre lo vedono come un "ritorno". Secondo il commentatore conservatore Jonah Goldberg, il nazionalismo associato a Trump è "davvero poco più di un marchio per la politica dell'identità bianca generica".
Scrivendo per The Week, Damon Linker ha definito l'idea del neo-nazionalismo "razzista" senza un pretesto e ha continuato dicendo che "la tendenza dei progressisti a descriverlo come nient'altro che 'razzismo, islamofobia e xenofobia' è il desiderio di delegittimare qualsiasi attaccamento o forma di solidarietà particolaristica, sia esso nazionale, linguistico, religioso, territoriale o etnico."
Per quanto riguarda il nuovo nazionalismo, The Economist ha affermato che "Trump deve rendersi conto che le sue politiche si svilupperanno nel contesto del nazionalismo geloso di altri paesi" e ha definito il nazionalismo stesso un "concetto sfuggente" che è "facile da manipolare". Inoltre hanno ripetutamente contrastato il nazionalismo etnico e il nazionalismo civico e hanno insinuato che il nuovo nazionalismo potrebbe diventare "arrabbiato" e difficile da controllare, citando il nazionalismo cinese come esempio.

## Politici, partiti ed eventi associati

### Brasile
Il presidente del Brasile Jair Bolsonaro del Partito Social-Liberale del paese è stato descritto come un nuovo nazionalista di spicco. L'ideologia e le politiche di Bolsonaro sono state fortemente influenzate dal suo consigliere, il pensatore nazionalista Olavo de Carvalho.

### Cina
Il leader spicco della Cina, Xi Jinping ha assunto la carica di Segretario generale del Partito Comunista Cinese nel 2012. Il suo concetto di "sogno cinese" è stato descritto come espressione di un nuovo nazionalismo. La sua forma di nazionalismo sottolinea l'orgoglio per la storica civiltà cinese, abbracciando gli insegnamenti di Confucio e altri antichi saggi cinesi e respingendo così la campagna anticonfuciana del presidente Mao Zedong.

#### Hong Kong
Il nazionalismo di Hong Kong si è evoluto dal movimento localista lì e sottolinea la distinta identità di Hong Kong in contrapposizione all'identità nazionale cinese promossa dal governo cinese e alla sua crescente violazione della gestione della città dei propri affari politici, economici e sociali. La retorica localista presenta spesso il diritto all'autodeterminazione, alle posizioni anti-immigrazione contro immigranti e turisti sulla terraferma e preservando l'identità e la cultura locale simili al nuovo nazionalismo occidentale.

### Egitto
Il presidente egiziano Abdel Fattah al-Sisi (assunto nel 2014), è stato descritto come un nuovo nazionalista.

### Ungheria
Il primo ministro ungherese Viktor Orbán (assunto nel 2010), leader del partito al potere Fidesz, è stato descritto come un nuovo nazionalista.

### India
Il primo ministro indiano Narendra Modi (che ha assunto l'incarico nel 2014) e il suo partito Bharatiya Janata (BJP) sono stati indicati come nuovi nazionalisti. Modi è membro del Rashtriya Swayamsevak Sangh (RSS), un'organizzazione paramilitare di destra allineata con il BJP, che è stato anche sostenuto per sostenere una nuova ideologia nazionalista. Le campagne nazionaliste di Modi sono state dirette dallo stratega del BJP Amit Shah, che attualmente ricopre il ruolo di Ministro degli Interni indiano (assunto in carica nel 2019), ed è stato pubblicizzato come potenziale successore di Modi come Primo Ministro.
Yogi Adityanath, primo ministro dello stato indiano dell'Uttar Pradesh (assunto l'incarico nel 2017), è stato anche identificato come un nuovo nazionalista. È stato anche pubblicizzato come futuro Primo Ministro del Paese.

### Israele
Il primo ministro israeliano Benjamin Netanyahu (in carica dal 2009), leader del partito Likud, è stato descritto sia come promotore del nuovo nazionalismo, sia come perseguire una politica estera di stretti legami con altri nuovi leader nazionalisti, tra cui Trump, Orbán, Salvini, Putin, Modi, Bolsonaro, Duterte e Sisi.
Nel 2019, Netanyahu ha stretto un'alleanza politica con l'Unione dei Partiti di Destra ultranazionalista.

### Italia
Il Presidente del Consiglio italiano Giuseppe Conte (in carica dal 2018 al 2021), capo della coalizione populista Governo del cambiamento, e in particolare l'ex Vicepresidente del Consiglio e Ministro dell'interno e leader della Lega Matteo Salvini (2018-2019), erano spesso descritti come nuovi nazionalisti. Mentre era in carica, Salvini è stato descritto da alcuni media come il più potente politico del paese e un "primo ministro di fatto".
Giorgia Meloni è la leader dei Fratelli d'Italia, un partito che ha sostenuto il governo caso per caso, ed è stato anche descritto come un nuovo nazionalista.
Nell'agosto 2019, Salvini ha presentato una mozione di sfiducia nei confronti del governo di coalizione, chiedendo nuove elezioni per assumere "pieni poteri", tuttavia Conte ha formato un nuovo governo tra Movemento 5 Stelle (M5S) e Partito Democratico (PD). Alla guida di questo nuovo gabinetto, Conte attenuò la sua retorica neo-nazionalista.

### Giappone
Il 63° ex primo ministro Shinzō Abe (2012-2020), membro dell'organizzazione di destra Nippon Kaigi, ha promosso idee di nuovo nazionalismo, così come il Partito Liberal Democratico del Giappone, che ha diretto fino al 2020.

### Messico
Il presidente messicano Andrés Manuel López Obrador (in carica dal 2018) è stato descritto dai Neo-nazionalisti e spesso definito dai media "Donald Trump messicano".

### Filippine
Il presidente filippino Rodrigo Duterte (in carica dal 2016) è stato descritto come un nuovo nazionalista.

### Polonia
Il sesto e attuale presidente della Polonia, Andrzej Duda (assunto l'incarico nell'agosto 2015), viene regolarmente citato come figura di spicco nel nuovo movimento nazionalista all'interno della Polonia. Inoltre, il partito al potere Diritto e Giustizia e la sua alleanza della destra unita, guidati da Jarosław Kaczyński, hanno promosso opinioni nazionaliste per ottenere la maggioranza assoluta alle elezioni nazionali del 2015 (un'impresa mai raggiunta prima). Nonostante non abbia un incarico governativo, Kaczyński è stato descritto come la figura che fa la "chiamata finale" su tutte le principali questioni politiche in Polonia.

### Russia
Il presidente della Russia Vladimir Putin (secondo presidente della Russia dal 2000 al 2008 e quarto presidente della Russia dal 2012) è stato etichettato come un nuovo nazionalista. Putin è stato descritto da Hirsh come "il presagio di questo nuovo nazionalismo globale". Charles Clover, capo dell'ufficio di Mosca del Financial Times dal 2008 al 2013, nel 2016 ha scritto un libro intitolato Vento Nero, Neve Bianca: L'avvento del nuovo Nazionalismo in Russia. Il pensatore nazionalista russo Aleksandr Dugin in particolare ha avuto influenza sul Cremlino, prestando servizio come consigliere di membri chiave del partito al governo della Russia Unita, incluso l'attuale direttore della SVR Sergey Naryshkin.
La Russia è stata accusata di sostenere nuovi movimenti nazionalisti in Europa e negli Stati Uniti.

### Arabia Saudita
Il principe ereditario dell'Arabia Saudita, Mohammad bin Salman Al Sa'ud (in carica dal 2017), è stato descritto da Kristin Diwan dell'Arab Gulf States Institute come un "forte nuovo nazionalismo". Il "nuovo nazionalismo saudita" è stato utilizzato per rafforzare il sostegno alle politiche economiche e straniere del Regno e rappresenta uno spostamento dalla precedente dipendenza del Regno dalla religione per legittimità. Molte delle azioni di politica estera del paese dal 2017 in poi, come il suo blocco del Qatar e la sua disputa diplomatica con il Canada sono state descritte come motivate da questo nazionalismo. Le politiche dell'amministrazione di Mohammad bin Salman sono state fortemente influenzate dal suo consigliere Saud al-Qahtani, che è stato descritto come un "ideologo nazionalista" e il cui ruolo è stato paragonato a quello di Steve Bannon.

### Turchia
Nel 2014, Mustafa Akyol ha scritto di un nuovo "marchio del neonazionalismo turco" promosso dal Partito della Giustizia e dello Sviluppo (AKP), il partito al potere del paese, il cui leader è il presidente Recep Tayyip Erdoğan (in carica dal 2014). Il "nuovo nazionalismo" turco sostituisce il carattere secolare delle forme tradizionali di nazionalismo turco con un'identità "assertivamente musulmana".
Devlet Bahçeli, il leader del Partito del Movimento Nazionalista (MHP), è stato descritto come la creazione di un "nuovo fronte nazionalista" formando l'Alleanza popolare con l'AKP di Erdoğan nel 2018. L'MHP è affiliato all'organizzazione paramilitare dei Lupi grigi, per la quale anche Erdoğan ha espresso sostegno.

### Emirati Arabi Uniti
Gli Emirati Arabi Uniti, sotto la guida del principe ereditario di Abu Dhabi Mohammed bin Zayed (in carica dal 2004), sono stati descritti come propagatori di un "nuovo nazionalismo arabo", che sostituisce la vecchia forma di sinistra dell'ideologia nazionalista araba con una forma più conservatrice, attraverso il suo forte sostegno alla nascita dei rispettivi nuovi leader di Egitto e Arabia Saudita, Abdel Fattah el-Sisi e il Principe Mohammad bin Salman, come mezzo per contrastare l'influenza iraniana e turca negli stati arabi.

### Regno Unito
Il referendum del 23 giugno 2016 nel Regno Unito per lasciare l'Unione europea ("Brexit") è stato descritto come una pietra miliare del nuovo nazionalismo. Owen Matthews ha notato somiglianze nei motivi per il sostegno del movimento Brexit e Trump. Ha scritto su Newsweek che i sostenitori di entrambi sono motivati da "un desiderio di controllare l'immigrazione, invertire la globalizzazione e ripristinare la grandezza nazionale disimpegnandosi dal vasto mondo minaccioso".
Matt O'Brien ha scritto della Brexit come "il successo più scioccante per il nuovo nazionalismo che sta investendo il mondo occidentale". Leader della campagna Brexit, come Nigel Farage, ex leader del euroscettico Partito per l'Indipendenza del Regno Unito (ora del Brexit Party); Sindaco di Londra (ora primo ministro e leader del partito conservatore) Boris Johnson; Votazione per il congedo congiunto Michael Gove; l'ex segretario alla Brexit David Davis; e il presidente del gruppo di ricerca europeo Jacob Rees-Mogg, sono stati definiti "nuovi nazionalisti".

### Stati Uniti
L'ascesa di Donald Trump alla candidatura repubblicana fu ampiamente descritta come un segno di crescente nuovo nazionalismo negli Stati Uniti. Un editoriale del Chicago Sun-Times nel giorno dell'inaugurazione di Donald Trump lo ha definito "il nostro nuovo presidente nazionalista". La nomina di Steve Bannon, dirigente di Breitbart News (in seguito cofondatore di The Movement), come capo stratega della Casa Bianca, è stato descritto da un analista come un'eccitazione di un "nuovo ordine mondiale, guidato dal patriottismo e da un forte desiderio di prendersi cura del proprio, un neo-nazionalismo che spazza all'infinito i musulmani e si sforza di riportare indietro il tempo sul libero commercio e sulla globalizzazione, un mondo in cui i militari potrebbero contare molto più della diplomazia e del compromesso ".
Sulla scia delle elezioni di Trump, il senatore degli Stati Uniti Marco Rubio ha chiesto al Partito repubblicano di abbracciare un "nuovo nazionalismo" per contrastare l '"elitarismo economico che ha sostituito un impegno per la dignità del lavoro con una cieca fiducia nei mercati finanziari e che guarda all'America semplicemente come economia anziché come nazione".

### Persone
I seguenti politici sono stati tutti descritti in qualche modo come nuovi nazionalisti:

#### Africa
- Hamid Chabat, ex sindaco di Fez (2003–2015) e leader del Partito Istiqlal marocchino[73]
- Uhuru Kenyatta, presidente del Kenya (in carica dal 2013) e leader del Partito Jubilee del Kenya[74]
- Mmusi Maimane, ex leader dell'opposizione (Sudafrica) ed ex leader del Partito dell'Alleanza Democratica[75]
- Herman Mashaba, ex sindaco di Johannesburg (in carica dal 2016) ed ex membro dell'Alleanza Democratica[76]
- John Magufuli, presidente della Tanzania (in carica dal 2015)[77]

#### America
- Jair Bolsonaro, presidente del Brasile e membro del Partito Social-Liberale.[78]
- Olavo de Carvalho, esperto politico e giornalista brasiliano.[13]
- Mario Abdo Benítez, Presidente del Paraguay (2018–) e candidato del Partito Colorado[79]
- Chi Hyun Chung, candidato alla presidenza delle elezioni generali in Bolivia del 2019[80]
- Maxime Bernier, deputato, candidato 2017 alla guida del Partito Conservatore del Canada e leader del Partito Popolare Canadese[81]
- Nayib Bukele, ex sindaco di San Salvador (2015-2018) e presidente di El Salvador (2019–)[82]
- Horacio Cartes, ex presidente del Paraguay (2013–2018) e candidato del Partito Colorado[83]
- Andrés Chadwick, ministro dell'Interno del Cile (2012–2014; 2018–) e membro dell'Unione Democratica Indipendente[84]
- Juan Orlando Hernández, Presidente dell'Honduras (in carica dal 2014) e candidato del Partito Nazionale dell'Honduras[85]
- José Antonio Kast, membro della Camera dei deputati del Cile (2002-2018), candidato presidenziale indipendente alle elezioni generali del 2017 e leader dell'Azione Repubblicana[86]
- François Legault, Premier del Quebec (in carica dal 2018) e leader della Canadian Coalition Avenir Québec[87]
- Kellie Leitch, deputato e candidato 2017 per la leadership del Partito Conservatore del Canada[88]
- Iván Duque Márquez, presidente della Colombia (in carica dal 2018) e candidato al Centro Democratico[89]
- Jimmy Morales, presidente del Guatemala (assunto nel 2016) e candidato del Fronte nazionale di convergenza[90]
- Alejandro Giammattei, Presidente eletto del Guatemala (in carica dal 2020)[91]
- Fabricio Alvarado Muñoz, il candidato Partito Restaurazione Nazionale alle elezioni presidenziali del 2018 in Costa Rica[92]
- Juan Diego Castro, il candidato del Partito Integrazione Nazionale alle elezioni presidenziali del 2018 in Costa Rica[93][94][95][96][97]
- Andrés Manuel López Obrador, Presidente del Messico e fondatore del Movimento Rigenerazione Nazionale.[46]
- Kevin O'Leary, uomo d'affari e candidato 2017 alla guida del Partito Conservatore del Canada
- Donald Trump, uomo d'affari, personaggio televisivo ed ex presidente degli Stati Uniti che rappresenta i repubblicani, dal 2016 al 2020.[98]
- Marco Rubio, senatore americano della Florida e membro del Partito Repubblicano.[99]
- Steve Bannon, personaggio politico americano, ex capo stratega della Casa Bianca ed ex presidente esecutivo di Breitbart News.[100]
- Tucker Carlson, commentatore politico americano e conduttore di Fox News.[101]
- Josh Hawley, senatore degli Stati Uniti del Missouri e membro del Partito Repubblicano[102]

#### Asia-Pacifico
- Tony Abbott, ex primo ministro australiano (2013-2015) ed ex leader del Partito Liberale d'Australia[103]
- Xi Jinping, leader supremo della Cina e Segretario generale del Partito Comunista Cinese.[104]
- Khaltmaagiin Battulga, presidente della Mongolia (in carica dal 2017) e candidato del Partito Democratico Mongolo
- Prayut Chan-o-cha, primo ministro thailandese (in carica dal 2014) e primo candidato ministeriale del Partito Palang Pracharath alle elezioni generali del 2019[105]
- Peter Dutton, Ministro degli affari interni dell'Australia (on carica dal 2017) e membro del Partito Liberale d'Australia[106]
- Park Geun-hye, ex presidente della Corea del Sud (2013-2017) ed ex leader del Partito Saenuri[107]
- Kim Jong-un, Capo supremo della Corea del Nord (in carica dal 2011) e leader del Partito del Lavoro di Corea[108]
- Hong Jun-pyo, ex leader del Partito della Libertà della Corea e candidato alle elezioni presidenziali del 2017[109]
- Narendra Modi, Primo Ministro dell'India e membro del Partito Bharatiya Janata.[110]
- Shinzō Abe, ex Primo Ministro del Giappone ed ex leader del Partito Liberal Democratico.[111]
- Imran Khan, Primo Ministro del Pakistan (in carica dal 2018) e leader del Movimento per la Giustizia del Pakistan[112]
- Rodrigo Duterte, presidente delle Filippine e leader del PDP-Laban.[113]
- Winston Peters, Vice Primo Ministro della Nuova Zelanda (in carica dal 2017) e leader della New Zealand First[114]
- Najib Razak, ex Primo Ministro della Malesia (2009-2018) ed ex leader di Barisan Nasional e Organizzazione nazionale della Malesia[115]
- Hun Sen, Primo Ministro della Cambogia (in carica dal 1998) e leader del Partito Popolare Cambogiano[116]
- Prabowo Subianto, Ministro della Difesa dell'Indonesia (in carica dal 2019), leader del Partito del Movimento della Grande Indonesia e candidato alle elezioni presidenziali del 2019[117]
- Abdulla Yameen, ex presidente delle Maldive (2013-2018) e leader del Partito Progressista delle Maldive[118]
- Lukar Jam Atsok, candidato a Primo Ministro dell'Amministrazione centrale tibetana.[119][120]

#### Europa
- Sebastian Kurz, Cancelliere Austriaco e leader del Partito Popolare Austriaco[121]
- Heinz-Christian Strache, ex Vice Cancelliere Austriaco (2017–2019) ed ex leader del Partito della Libertà Austriaco[122]
- Norbert Hofer, Ministro dei Trasporti, Innovazioni e Tecnologie Austriaco (2017–2019), leader del Partito della Libertà Austriaco e candidato alle elezioni presidenziali in Austria del 2016.
- Tom Van Grieken, leader Belga del Vlaams Belang.[123]
- Theo Francken, membro della Camera dei rappresentanti (Belgio) ed ex Segretario dello Stato per Asilo, membro della Nuova Alleanza Fiamminga (N-VA).[124]
- Mischaël Modrikamen, politico Belga, giudice e leader del Partito Popolare e direttore esecutivo del Il Movimento (organizzazione)[125]
- Tomislav Karamarko, Deputato Primo Ministro Croato (2016) ed ex leader dell'Unione Democratica Croata[126]
- Bojko Borisov, Primo Ministro Bulgaro (dal 2009) e leader di Cittadini per lo Sviluppo Europeo della Bulgaria (GERB)[127]
- Krasimir Karakachanov, Ministro della Difesa Bulgaro, e leader del Movimento Nazionale Bulgaro e speaker per Patrioti Uniti.[128]
- Veselin Mareshki, businessman bulgaro e leader di Volontà (partito politico).[129]
- Miloš Zeman, Presidente della Repubblica Ceca (dal 2013) e leader del Partito dei Diritti Civili.[49]
- Andrej Babiš, Primo Ministro della Repubblica Ceca (dal 2017) e leader di ANO 2011[130]
- Tomio Okamura, leader del partito ceco Libertà e Democrazia Diretta[131]
- Kristian Thulesen Dahl, Membro del Folketing e leader del Partito Popolare Danese.[132]
- Mart Helme, Deputato Primo Ministro e Ministro interno dell'Estonia (dal 2019) e leader del Partito Popolare Conservatore Estone[133]
- Jussi Halla-aho, Membro del Parlamento finlandese e leader dei Veri Finlandesi.[134]
- Marine Le Pen, leader del partito francese Rassemblement National e candidato alle elezioni presidenziali in Francia del 2017
- Alexander Gauland, Membro del Bundestag tedesco e co-leader di Alternativa per la Germania.[135]
- Jörg Meuthen, Membro del Bundestag tedesco e co-leader parlamentare dell'Alternativa per la Germania.[136]
- Alice Weidel, Membro del Bundestag tedesco e leader parlamentare dell'Alternativa per la Germania.[137]
- Pános Kamménos, Ministro della difesa greco (2015–2019) e leader dei Greci Indipendenti[138]
- Kyriakos Velopoulos, Vip Greco e leader politico del partito Soluzione Greca.[139]
- Makis Voridis, Ministro dello Sviluppo dell'Agricoltura Greco (dal 2019) e membro del partito Nuova Democrazia[140]
- Failos Kranidiotis, Giudice Greco e leader della Nuova Destra.[141]
- Viktor Orbán, Primo Ministro dell'Ungheria e leader del Fidesz - Unione Civica Ungherese.[142]
- Sigmundur Davíð Gunnlaugsson, Primo Ministro dell'Islanda (2013–2016) e leader del Partito di Centro[143]
- Matteo Salvini, Vice primo ministro della Repubblica Italiana (2018–2019) e leader del partito Lega Nord.[144]
- Giorgia Meloni, membro della Camera dei deputati (Italia) e leader di Fratelli d'Italia (partito politico) di estrema destra.[145]
- Raivis Zeltīts, politica della Lettonia e Segretaria Generale della Alleanza Nazionale (Lettonia).[146]
- Rolandas Paksas, Primo Ministro e Presidente della Lituania, ed ex leader del partito Ordine e Giustizia.[147]
- Nebojša Medojević, candidato alle Elezioni presidenziali in Montenegro del 2008 e leader del Movimento per i Cambiamenti.[148]
- Geert Wilders, leader dell'Olandese Partito per la Libertà [senza fonte]
- Thierry Baudet, membro del Tweede Kamer e leader di Forum per la Democrazia.[149]
- Siv Jensen, Ministro della Finanza della Norvegia e leader del Partito del Progresso (Norvegia).[150]
- Jarosław Kaczyński, Primo Ministro della Polonia e leader del Diritto e Giustizia.[151]
- Andrzej Duda, Presidente della Polonia e membro del partito Diritto e Giustizia.[152]
- Janusz Korwin-Mikke, politico, filosofo, scrittore, polacco e membro del Parlamento europeo e leader del Confederation.[153]
- Victor Ponta, Primo Ministro della Romania (2012–2015) e leader del Partito Social Democratico (Romania)[154]
- Vladimir Putin, Presidente e Primo Ministro Russo e leader del partito Russia Unita.[155]
- Aleksandar Vučić, Presidente della Serbia (dal 2017) e leader del Partito Progressista Serbo[156]
- Robert Fico, Primo Ministro della Slovacca e leader della Direzione - Socialdemocrazia
- Andrej Danko, Speaker del Consiglio nazionale della Repubblica Slovacca e leader del Partito Nazionale Slovacco.[157]
- Janez Janša, Primo Ministro della Slovenia e leader del Partito Democratico Sloveno[158]
- Santiago Abascal, membro del Parlamento Bascho, e leader del Vox (partito politico).[159]
- Jimmie Åkesson, Membro del Riksdag svedese e leader dei Democratici Svedesi.[160]
- Christoph Blocher, ex membro del Consiglio federale svizzero ed ex vice presidente della Unione Democratica di Centro.[161]
- Nigel Farage, Membro Inglese del Parlamento europeo, e leader del Partito per l'Indipendenza del Regno Unito, leader del Brexit Party.[senza fonte]
- Gerard Batten, deputato leader del Partito per l'Indipendenza del Regno Unito, Membro del Parliamento europeo e leader del partito politico Indipendenza della Gran Bretagna.[162]

#### Medio Oriente
- Abdel Fattah al-Sisi, presidente dell'Egitto ed ex ministro della difesa.[110]
- Muqtada al-Sadr, leader del Movimento Sadrist iracheno[163]
- Benjamin Netanyahu, Primo Ministro di Israele e leader di Likud.[164]
- Naftali Bennett, ex ministro della pubblica istruzione israeliano, ex leader di La Casa Ebraica e attuale membro della Nuova Destra .[165]
- Khalifa Haftar, comandante dell'esercito nazionale libico (in carica dal 2015)[166]
- Tamim bin Hamad, Emiro del Qatar (in carica dal 2013)[167]
- Recep Tayyip Erdoğan, presidente della Turchia e leader del Partito della Giustizia e dello Sviluppo.[168]
- Mohammad bin Salman, Principe ereditario dell'Arabia Saudita e Vice Primo Ministro.[169]
- Saud al-Qahtani, consulente dell'Arabia Saudita ed ex consigliere della Corte reale.[170]
- Devlet Bahçeli, ex Vice Primo Ministro della Turchia e leader del Partito del Movimento Nazionalista.[171]
- Mohammed bin Zayed Al Nahyan, principe ereditario degli Emirati Arabi Uniti.[172]
- Mohammed Dahlan politico palestinese.[173][174]

### Partiti
I seguenti partiti sono stati tutti descritti in qualche modo come nuovi partiti nazionalisti:

#### Asia-Pacifico
- Una nazione in Australia .[175]

#### Europa
- Alternativa per la Germania[176]
- Il Partito popolare danese, che ha fornito sostegno parlamentare alla coalizione di governo in Danimarca (2015-2019)[177]
- Veri Finlandesi, ex membro della coalizione di governo in Finlandia (dal 2015 fino alla divisione del partito nel 2017)[178]
- Il forum olandese per la democrazia[179]
- L'Alleanza Nazionale, membro della coalizione di governo in Lettonia (dal 2016)[180]
- Il Partito Nazionale Slovacco, membro della coalizione di governo in Slovacchia (2016-2020)[49]
- Siamo Una Famiglia, membro della coalizione di governo in Slovacchia (assunto nel 2020)[181]
- Democratici Svedesi[182]
- Il Partito popolare svizzero, membro della coalizione di governo in Svizzera (dal 2003)[183]
- Patrioti Uniti, membro della coalizione di governo in Bulgaria (dal 2014)[184]
- Le Fiandre Vlaams Belang
- Chega (partito politico)[185]